# Sodom
„Содом“ (Sodom) е траш метъл група в Германия, основана през 1981 г.
Заедно с Kreator и Destruction съставляват т.нар. Света троица на германския траш метъл. Докато другите 2 групи създават музика, която по-късно повлиява на дет метъла, Sodom изпъква и създава звучене, въздействащо върху блек метъл групите, които се появяват в края на 1980-те и в началото на 1990-те години.

## История

### 1980-те години
- 1981 г. В Гелзенкирхен, Германия е основано триото Sodom. Оригиналният състав включва Thomas „Angelripper“ Such (бас и вокали), Christian „Witchhunter“ Dudeck (ударни) и Frank „Aggressor“ Testegen (китара).
- 1982 г. Записано е демото „Witching Metal“.
- 1983 г. Записва втори демо запис, озаглавен „Victims of Death“. Той е приет добре от местните метъл поклонници. Следва концерт във Франкфурт заедно с Venom и Destruction, след него подписват договор със звукозаписната компания Steamhammer. Непосредствено преди влизането в студио „Aggressor“ напуска и е заменен от Josef Pepi „Grave Violator“ Dominic.
- 1984 г. Записан е дебютният албум „In the Sign of Evil“. След издаването му състава напуска Grave Violator, заменен от Michael „Destructor“ Wulf (починал през 1993 г.)
- 1985 г. Годината преминава в турнета.
- 1986 г. Издаден е първият дългосвирещ студиен албум „Obsessed by Cruelty“. След появата му състава напуска Destructor, заменен от Frank „Blackfire“ Godsdzik.
- 1987 г. Излиза EP „Expurse of Sodomy“, последван от албума „Persecution Mania“.
- 1988 г. Европейско турне с американската траш група Whiplash. Издаден е live албумът „Mortal Way of Live“, който съдържа записи от концертите в Дортмунд и Дюселдорф.
- 1989 г. През януари Sodom изнася най-големия си концерт дотогава. В град Катовице, Полша, свири пред публика от 10 000 фенове. Половин година по-късно излиза сингълът „Ausgebombt“ и един от най-добрите албуми на групата – „Agent Orange“. Той е продуциран от Harris Johns (работил Helloween, Voivod, Kreator и други) и влиза в немските класации. Въпреки успеха членът на групата Frank Blackfire напуска и се присъединява към Kreator. Като временен заместник е избран Uwe Baltrusch от групата Mekong Delta. По време на последвалото турне подгряваща група е млад бразилски квартет, наречен Sepultura.

### 1990-те години
- 1990 г. Излиза албумът „Better Off Dead“, записан с китариста Michael Hoffman (бивш член на Assassin).
- 1991 г. Годината е изпъстрена с десетки концерти. Една от спирките е стадион „Академик“ в София, където групата свири пред 12 000 души. Тя е първата метъл група от световна величина, свирила в България. След турнето напуска китаристът, а мястото му е заето от Andy Brings.
- 1992 г. Европейско турне заедно с група Depressive Age от Берлин. То е предшествано от излизането на албума „Tapping the Vein“. В края на годината групата се разделя с дългогодишния си барабанист Chris Witchhunter (проблеми с алкохола), а на барабаните застава Guido „Atomic Steif“ Richter (бивш член на Living Death).
- 1993 г. Издадено е EP „Aber bitte mit Sahne“, едноименната песен от което е преработен немски шлагер, изпълняван от Udo Juergens.
- 1994 г. По случай десетгодишното сътрудничество със Steamhammer е издаден албумът „Get What You Deserve“. В град Есен се провежда юбилеен концерт. В него участват почти всички бивши членове на Sodom. Издадена е концертната ретроспекция „Marooned“.
- 1995 г. Издаден е 7-ият дългосвирещ студиен продукт „Masquerade in Blood“. Той е последван от поредната смяна в състава на групата. Andy Brings (свирил впоследствие с Powergod и The Traceelords) е заменен от Dirk „Strahli“ Strahlmeier.
- 1996 г. Angelripper започва солов проект, наречен Onkel Tom. Дебютът е „Ein schoener Tag“, съставен предимно от метъл кавър версии на популярни немски пиянски песни.
- 1997 г. Отново промяна в състава. Привлечени са барабанистън Bobby Schottkowski и китаристът Bernemann (Bernd Kost) (бивши членове на групите Crows и Randalica). В този състав е записан „'Till Death Do Us Unite“, който включва „Gisela“, „Fuck the Police“ и кавър на „Hazy Shade of Winter“ на Simon & Garfunkel.
- 1999 г. Излиза студийният албум „Code Red“. „The Vice of Killing“ се превръща в хит и става задължителна част от концертния репертоар на групата.

### 2000-те години
- 2001 г. Появява се десетата пълнометражна творба „M-16“ на Sodom, която получава добри отзиви от медии и фенове и ознаменува гръмкото завръщане на траш-метъла в лидерските позиции на световната рок-сцена.
- 2003 г. Излиза третият live албум „One Night in Bangkok“, записан в Азия.
- 2004 г. Tom Angelripper, Bobby Schottkowski и Bernemann подготвят поредната си европейска траш-инвазия. На 27 февруари в зала „Христо Ботев“ в София спазват обещанието си де се върнат и забиват пред екзалтираната публика. Изминали са 13 години от култовия им първи концерт в София. Посещаемостта на концерта е далеч по-ниска, отколкото на легендарния концерт на стадион „Академик“. Присъстват едва 2000 фенове. Въпреки това германците свирят с голяма жар и изпълняват всичките си класики.
- 2005 г. Издадено е първото DVD „Lords of Depravity Pt. 1“ на траш-класиците. Изданието включва 2 части. Първото DVD е ретроспективно и обхваща историята на групата от 1982 до 1995 година. В него могат да се видят редки записи с голяма колекционерска стойност – непубликувани дотогава кадри зад сцената, от репетиции и интервюта с всички бивши и актуални членове на групата. Вторият диск включва концертни записи – общо 30 песни. Голяма част от тях са от концерта в София на 27 февруари в зала „Христо Ботев“.
- 2006 г. Излиза поредният албум на трашърите, озаглавен „Sodom“.
- 2007 г. Германското трио издава нов албум с името „The Final Sign of Evil“.
- 2010 г. Sodom издават „In War and Pieces“. Konrad „Bobby“ Schottkowski напуска групата и за нов барабанист е обявен Markus „Makka“ Freiwald.

## Дискография

### Студийни албуми
- Obsessed By Cruelty – 1986 г.
- Persecution Mania – 1987 г.
- Agent Orange – 1989 г.
- Better Off Dead – 1990 г.
- Tapping the Vein – 1992 г.
- Get What You Deserve – 1994 г.
- Masquerade in Blood – 1995 г.
- 'Til Death Do Us Unite – 1997 г.
- Code Red – 1999 г.
- M-16 – 2001 г.
- Sodom (албум) – 2006 г.
- The Final Sign Of Evil – 2007 г.
- In War And Pieces – 2010 г.
- Epitome of Torture – 2013 г.
- Decision Day – 2016 г.
- Genesis XIX – 2020 г.

### Live албуми
- Mortal Way of Live – 1988 г.
- Marooned Live – 1994 г.
- One Night in Bangkok – 2003 г.

### Сборни албуми
- Ten Black Years – 1996 г.

### EP, сингли и демота

#### EP
- In the Sign of Evil – 1984 г.
- Expurse of Sodomy – 1987 г.
- Ausgebombt – 1989 г.
- The Saw Is the Law – 1991 г.
- Aber Bitte mit Sahne – 1993 г.

#### Демота
- Witching Metal – 1982 г.
- Victims of Death – 1984 г.

#### Сингли
- Get What You Deserve – 1993 г.

### DVD-та и VHS
- Lords of Depravity Part I – 2005 г.

## Членове на групата
Настоящи членове
- Tom Angelripper – вокал и бас китара
- Markus „Makka“ Freiwald (2010) – ударни
- Bernemann – китари

Бивши членове
- Bobby Schottkowski – ударни (до ноември 2010)
- Aggressor (Frank Testegen) – китари (1983 – 1984)
- Grave Violator (Pepi Dominic) – китари (1984 – 1985)
- Destructor (Michael Wulf) – китари (по-късно в Kreator, 1985 – 1986), починал през 1993 г. (R.I.P.)
- Assator (Uwe Christophers) – китари(ex-Darkness (Германия))Участва в турнето през 1986 г.
- Frank Blackfire (Frank Gosdzik) – китари (по-късно в Mystic и Kreator, 1987 – 1989)
- Uwe Baltrusch – китари (на турнето през 1989/1990 и в Mekong Delta, по-късно в House of Spirits)
- Michael Hoffman – китари (от Assassin, 1990)
- Andy Brings – китари (по-късно в Powergod, 1991 – 1995)
- Strahli (Dirk Strahlimeier) – китари (1995 – 1996)
- Chris Witchhunter (Christian Dudeck) – ударни (1983 – 1992) (и в Destruction и Bathory), починал на 7 септември 2008 г. (R.I.P.)
- Atomic Steif (Guido Richter) – ударни (от Sacred Chao, Holy Moses, Living Death, Brotós, 1992 – 1996; по-късно в Stahlträger, Assassin)